# Pol Swings
Pol F. Swings tên khai sinh là Polidore Ferdinand Félix Swings (24.9.1906 – 28.10.1983) là một nhà Vật lý thiên văn người Bỉ nổi tiếng về các nghiên cứu cấu trúc và thành phần của các ngôi sao và sao chổi.

## Cuộc đời và Sự nghiệp
Sinh tại Ransart, tỉnh Hainaut, trong một gia đình khiêm tốn. Là người rất thông minh, nên gia đình gắng sức gửi ông vào học trường trung học cấp II Athénée ở Charleroi năm 1917. Năm 1923, ông học Đại học Liège. Năm 1927, ông đậu bằng tiến sĩ vật lý và toán học với bản luận án «Les essais de correction de la loi de Newton et les orbites à périhélie mouvant», một đề tài có tính thời sự ở thời kỳ đó do Marcel Dehalu đề xướng.
Ông được bổ nhiệm làm giáo sư môn phổ học và vật lý thiên văn ở Đại học Liège từ năm 1932 tới khi nghỉ hưu năm 1976. Ngoài ra ông cũng là giáo sư ở Đại học Chicago (1939–43, 1946–52), Học viện Công nghệ California (1951), Đại học California tại Berkeley (năm 1952 và năm 1967), đồng thời làm giáo sư thỉnh giảng ở Ba Lan, Pháp, Na Uy, Ý và Hà Lan.
Ông đã sử dụng phổ học để xác định các yếu tố trong các thiên thể, đặc biệt trong các sao chổi.
Từ việc nghiên cứu các khí quyển sao chổi, ông đã khám phá ra các dải Swings (Swings band) và hiệu ứng Swings (Swings effect). Các dải Swings là việc phát ra các đường quang phổ do sự hiện diện của các nguyên tử cacbon nào đó; còn hiệu ứng Swings được phát hiện nhờ sự giúp đỡ của một khe hở máy ghi quang phổ và được qui cho huỳnh quang do bức xạ từng phần của mặt trời.
Ngoài ra, Swings cũng nghiên cứu phổ học của khoảng không gian giữa các ngôi sao cùng sự quay vòng của các ngôi sao, các tinh vân, các tân tinh (sao mới hiện) và các sao hay thay đổi.
Ông từ trần ngày 28.10.1983 ở Esneux gần Liège

## Giải thưởng và Vinh dự
- Giải Francqui, 1947
- Giải Agathon De Potter (1931–34) của "Viện Hàn lâm Khoa học Hoàng gia Bỉ"
- Giải Édouard Mailly (1932–36) của Viện Hàn lâm Khoa học Hoàng gia Bỉ
- Tiến sĩ danh dự của Đại học Aix-Marseille, 1958 và Đại học Bordeaux, 1963
- Huân chương Léopold của Bỉ (hạng Commandeur)
- Bắc đẩu bội tinh (hạng Officier)
- 1637 Swings, một tiểu hành tinh của vành đai tiểu hành tinh được đặt theo tên ông.

## Tác phẩm chọn lọc
- P. Swings (1968). Remarks and Recollections of a stellar spectroscopist, Bulletin of the Astronomical Institutes of Czechoslovakia, 19, 257–259.
- P. Swings (1979). A few notes on my career as an astrophysicist, Annual Review of Astronomy and Astrophysics, 17, 1–17.

## Các bài tưởng niệm
- Ch. Fehrenbach (1985). La vie et l'œuvre de Pol Swings, Comptes-Rendus de l'Académie des Sciences (Paris), Série générale, tome II, 657–662.
- R.H. Garstang (1986). Pol Swings, Quarterly Journal of the Royal Astronomical Society, 27, 305–308.
- P. Ledoux (1983). Eloge de Pol Swings, Bulletin de la Classe des Sciences, Académie royale de Belgique, 69, 682–687.
- P. Ledoux (1984). In Memoriam: Pol Swings (1906–1983), Ciel et Terre, 100, 135–138.